# سيتوكروم 17A1
السيتوكروم P450 17A1(Cytochrome P450 17A1) ( ستيرويد 17α-أحادي أوكسيجيناز ، 17α-هيدروكسيلاز ، 17-ألفا-هيدروكسيلاز ، 17،20-لياز ، 17،20-ديسمولاز ) هو إنزيم من نوع الهيدروكسيلاز الذي يتم ترميزه في البشر بواسطة جين CYP17A1 على الكروموسوم 10.  يتم التعبير عنه في كل مكان في العديد من الأنسجة وأنواع الخلايا، بما في ذلك المنطقة الشبكية والمنطقة الحزمية باستثناء المنطقة الكبيبية في قشرة الغدة الكظرية وكذلك أنسجة الغدد التناسلية .   فهو يحتوي على كل من أنشطة 17α-هيدروكسيلاز و17،20-لياز، وهو إنزيم رئيسي في المسار الستيرويدي الذي ينتج البروجستينات ، والقشرانيات المعدنية ، والقشرانيات الجلوكوكورتيكويدية ، والأندروجينات ، والإستروجينات . على وجه التحديد، يعمل الإنزيم على بريجنينولون وبروجيستيرون لإضافة مجموعة هيدروكسيل (-OH) عند موضع الكربون 17 (C17) من حلقة الستيرويد D (نشاط 17α-هيدروكسيلاز، 
ر.ت.إ

1.14.14.19

```
)، أو يعمل على 17α-هيدروكسي بروجسترون و 17α-هيدروكسي بريجنينولون لتقسيم السلسلة الجانبية من نواة الستيرويد (نشاط 17،20- 
لياز
 ، 
```

ر.ت.إ

1.14.14.32

```
). 
[
3
]
```

## بناء

### جين
يتواجد جين السيتوكروم P450 17A1 على الكروموسوم 10 في النطاق 10q24.3 ويحتوي على 8 إكسونات .  يبلغ طول الدنا المتمم لهذا الجين 1527 زوجًا قاعديًا .  إضافة إلى ذلك، فهو يشفر عضوًا من عائلة إنزيمات السيتوكروم بي 450 التي تعتبر بشكل عام بمثابة أحاديات أكسجين تحفز العديد من التفاعلات المشاركة في عملية التمثيل الغذائي للأدوية و تعمل على تخليق الكوليسترول والستيرويدات والدهون الأخرى، بما في ذلك انقسام الرابطة الكربونية الملحوظة التي يحفزها هذا الإنزيم.
قد يحتوي هذا الجين أيضًا على متغيرات مرتبطة بزيادة خطر الإصابة بمرض الشريان التاجي . [بحاجة لمصدر غير أولي]

## تعبير
تم العثور على التعبير عن السيتوكروم P450 17A1 في جميع الأنسجة الستيرويدية التقليدية باستثناء المشيمة ، بما في ذلك المنطقة الشبكية والمنطقة الحزمية في قشرة الغدة الكظرية ، وخلايا لايديغ في الخصيتين ، والخلايا القشرية للمبايض ، ومؤخرًا في الخلايا الحبيبية الملوتنة في بصيلات المبيض .  وبالإضافة إلى الأنسجة الستيرويدية الكلاسيكية، تم اكتشاف تواجد هذا الجين أيضًا في القلب والكلى والأنسجة الدهنية .  أما لدى الجنين ، تم الإبلاغ عن توافره في الكلى والغدة الزعترية والطحال . 

## وظيفة
السيتوكروم P450 17A1 هو عضو في عائلة السيتوكروم P450 والتي تعتبر من الإنزيمات المتواجدة في الشبكة الإندوبلازمية . البروتينات في هذه العائلة هي أحاديات الأكسجين تعمل على التحفيز في تخليق الكوليسترول والستيرويدات والدهون الأخرى وتشارك في عملية التمثيل الغذائي للأدوية كذلك.  إضافة إلى ذلك، يتمتع الجين المذكور بنشاط هيدروكسيلاز 17α ( 
ر.ت.إ

1.14.14.19

```
) ونشاط 17,20-lyase ( 
```

ر.ت.إ

1.14.14.32

```
). إن نشاط الأول من الجين مطلوب لتوليد 
الجلوكوكورتيكويدات
 مثل الكورتيزول، ولكن كل من نشاطي الهيدروكسيلاز و17،20-لايز للجين مطلوبان لإنتاج الستيرويدات الجنسية 
الأندروجينية
 
والإستروجينية
 عن طريق تحويل 17α-هيدروكسي بريجنينولون إلى 
ديهيدرو إيبي أندروستيرون (DHEA)
 . 
[
8
]
 في المقابل، ترتبط الطفرات في هذا الجين بنقص ستيرويد-17α-هيدروكسيلاز المعزول، ونقص 17α-هيدروكسيلاز/17,20-ليز، 
والتشوهات الجنسية
 ، وفرط 
تنسج الغدة الكظرية
 . 
[
1
]
```

### العلامة السريرية
أظهرت دراسة متعددة المواقع لتقييم المخاطر الجينية، تعتمد على مزيج من 27 موقعًا وراثيًا، بما في ذلك جين CYP17A1، أن الأفراد معرضون لخطر متزايد للإصابة بأمراض الشريان التاجي العرضية والمتكررة، بالإضافة إلى الاستفادة السريرية المحسنة من علاج الستاتينات. استندت الدراسة على دراسة مجموعة مجتمعية (دراسة نظام مالمو الغذائي والسرطان) وأربع تجارب عشوائية محكومة إضافية لمجموعات الوقاية الأولية (JUPITER وASCOT) ومجموعات الوقاية الثانوية (CARE وPROVE IT-TIMI 22). 

## قراءة إضافية
- Miura K، Yasuda K، Yanase T، Yamakita N، Sasano H، Nawata H، Inoue M، Fukaya T، Shizuta Y (أكتوبر 1996). "Mutation of cytochrome P-45017 alpha gene (CYP17) in a Japanese patient previously reported as having glucocorticoid-responsive hyperaldosteronism: with a review of Japanese patients with mutations of CYP17". The Journal of Clinical Endocrinology and Metabolism. ج. 81 ع. 10: 3797–3801. DOI:10.1210/jcem.81.10.8855840. PMID:8855840.
- Miller WL، Geller DH، Auchus RJ (1999). "The molecular basis of isolated 17,20 lyase deficiency". Endocrine Research. ج. 24 ع. 3–4: 817–825. DOI:10.3109/07435809809032692. PMID:9888582.
- Strauss JF (نوفمبر 2003). "Some new thoughts on the pathophysiology and genetics of polycystic ovary syndrome". Annals of the New York Academy of Sciences. ج. 997 ع. 1: 42–48. Bibcode:2003NYASA.997...42S. DOI:10.1196/annals.1290.005. PMID:14644808. S2CID:23559461.
- Haider SM، Patel JS، Poojari CS، Neidle S (يوليو 2010). "Molecular modeling on inhibitor complexes and active-site dynamics of cytochrome P450 C17, a target for prostate cancer therapy". Journal of Molecular Biology. ج. 400 ع. 5: 1078–1098. DOI:10.1016/j.jmb.2010.05.069. PMID:20595043.

## روابط خارجية
- CYP17A1+protein,+human في المكتبة الوطنية الأمريكية للطب نظام فهرسة المواضيع الطبية (MeSH).

- تفاصيل أكثر عن [https://genome.ucsc.edu/cgi-bin/hgTracks?db=hg38&singleSearch=knownCanonical&position=CYP17A1

```
CYP17A1
```

] على موقع متصفح جينوم جامعة كاليفورنيا سانتا كروز.